# Großer Preis von Monaco 1957
Der Große Preis von Monaco 1957 (offiziell XV Grand Prix Automobile de Monaco) fand am 19. Mai auf dem Circuit de Monaco in Monte-Carlo statt und war das zweite Rennen der Automobil-Weltmeisterschaft 1957.

## Bericht

### Hintergrund

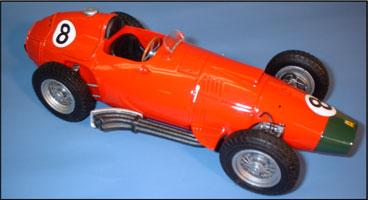
Modell des Ferrari 801

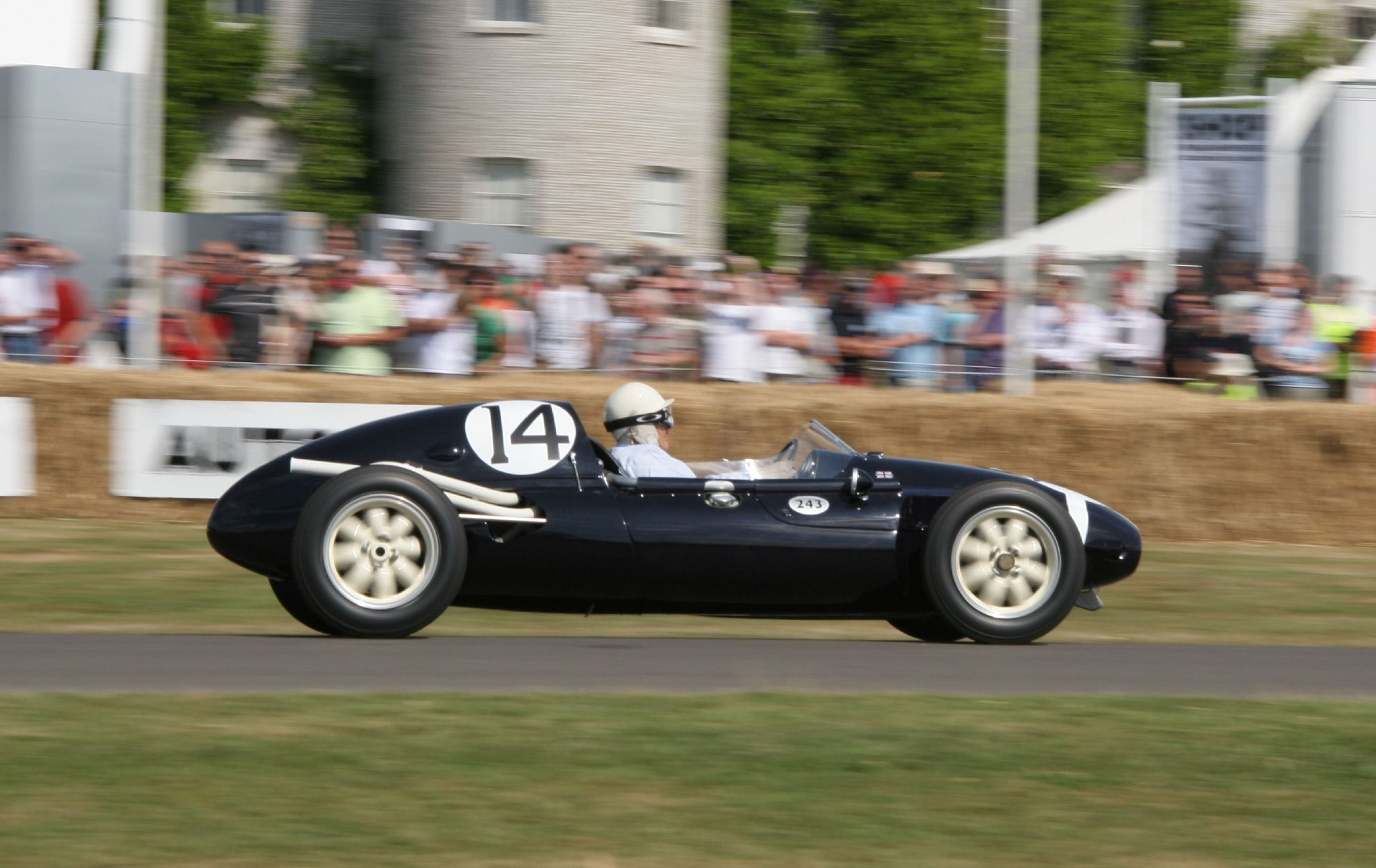
Stirling Moss im Cooper T43 beim Goodwood Festival of Speed 2006

Nachdem beim ersten Saisonrennen, dem Großen Preis von Argentinien 1957, lediglich die beiden italienischen Topteams Ferrari und Maserati teilnahmen, waren zum Großen Preis von Monaco mit B.R.M., Vanwall, Connaught und Cooper Car Company diverse britische Teams dabei. Das Fahrerfeld erhöhte sich von 14 Fahrern beim Saisonauftakt auf 21 Fahrer, die für den Großen Preis von Monaco gemeldet waren.
Im Vorfeld des Grand Prix wurde Ferrari von mehreren tragischen Ereignissen getroffen. Eugenio Castellotti und Alfonso de Portago starben bei Unfällen und Cesare Perdisa beendete deshalb seine Karriere. Für die tödlich verunglückten Ferrari-Fahrer stand Teambesitzer Enzo Ferrari stark in der Kritik und es folgten Gerichtsverfahren, die sich mit diesen Ereignissen befassten. Peter Collins und Mike Hawthorn verblieben im Team, Wolfgang Graf Berghe von Trips stieg vom Ersatzfahrer zum Stammfahrer auf und erhielt einen eigenen Wagen. Außerdem holte man Maurice Trintignant ins Team zurück. In den Monaten zwischen dem ersten und zweiten Saisonrennen fanden fünf nicht zur Weltmeisterschaft gehörende Rennen statt. Collins gewann für Ferrari zwei dieser Rennen, den Großen Preis von Syracus und den Großen Preis von Napoli. Beim Pau Grand Prix war Jean Behra im Maserati erfolgreich, die Glover Trophy in Goodwood entschied Stuart Lewis-Evans im Connaught für sich und Juan Manuel Fangio gewann bei einem weiteren Großen Preis in Argentinien, der nach dem offiziellen Großen Preis von Argentinien stattfand. Ferrari setzte für Collins und Hawthorn noch den Vorjahreswagen Ferrari D50 beziehungsweise Ferrari D50A ein, hatte den neuen Wagen Ferrari 801 aber auch schon testweise im Einsatz. Der Wagen erhielt einen verbesserten Motor und orientierte sich wieder stärker am Design vom Ferrari 555 Supersqualo. Die Front wurde dementsprechend auf die Form des 1955er Wagen abgeändert, die Seitenkästen des Ferrari D50 als Erkennungsmerkmal verschwanden. Maserati setzte weiterhin auf seinen im Vergleich zum Vorjahr nur leicht modifizierten Maserati 250F, nur bei Fangio experimentierte man zusätzlich mit einem neuen Motor. Nach dem Wechsel von Stirling Moss zu Vanwall stellte Maserati für diesen Grand Prix Giorgio Scarlatti, Carlos Menditéguy, Harry Schell und Hans Herrmann Wagen zur Verfügung. Herrmann kam nach zwei Jahren Pause wieder in die Formel 1 zurück, trat in den Folgejahren jedoch nur vereinzelt zu Rennen an.
B.R.M. kehrte nach mehreren Grands Prix Pause ebenfalls in die Formel 1 zurück und ging mit dem BRM P25 für Ron Flockhart und Roy Salvadori an den Start. Connaught setzte zwei Connaught Type B für Lewis-Evans und Ivor Bueb ein, beide Fahrer fuhren ihr erstes Rennen in der Formel 1. Vanwall ging ebenfalls das erste Mal in der Automobil-Weltmeisterschaft 1957 an den Start mit der Fahrerpaarung Moss und Tony Brooks. Man entwickelte den Wagen des Vorjahres weiter und setzte für die gesamte Saison den neuen Vanwall VW57 ein.
Cooper brachte den neu entwickelten Cooper T43 erstmals zum Einsatz. Der Wagen war der einzige im Feld mit Mittelmotor und brachte ein Jahr später den ersten Sieg eines solchen Wagens in der Formel-1-Geschichte und revolutionierte in den Jahren 1959 und 1960 die Formel 1. Als Motor wurden Climax-Aggregate verwendet, die vor allem in den 60ern die erfolgreichsten Motoren wurden. Im ersten Rennen dieses bedeutenden Wagens gingen der spätere  dreifache Weltmeister Jack Brabham und Les Leston an den Start.
Zum Großen Preis von Monaco waren auch wieder mehrere Fahrer mit privaten Maserati 250F gemeldet. Die Scuderia Centro Sud setzte zwei dieser Maserati für André Simon und für Masten Gregory ein. Für den US-Amerikaner Gregory war dieser Grand Prix das Formel-1-Debüt. Außerdem traten Horace Gould und Luigi Piotti mit eigenen Teams und privaten Wagen an.
In der Fahrerwertung führte Fangio vor Behra und Menditeguy, mit Fangio, Trintignant und Moss traten die drei ehemaligen Sieger des Rennens an, Maserati und Ferrari waren in den beiden vorherigen Jahren jeweils einmal erfolgreich.

### Training
Das Training zum Großen Preis von Monaco 1957 war bestimmt von den Topfahrern der jeweiligen Topteams. Fangio entschied dieses Duell zwischen ihm, Collins und Moss für sich und erreichte die Pole-Position in einer Zeit von 1:42,7 Minuten. Damit war er eine halbe Sekunde schneller als der Zweitplatzierte Ferrari-Fahrer Collins. Für Maserati war es die zweite Pole-Position im zweiten Rennen der Formel-1-Saison 1957. Im Vergleich zum ersten Saisonrennen verringerte Ferrari mit dem neuen Ferrari 801 den Abstand zu Maserati deutlich. Auch Vanwalls VW57 überzeugte bereits im ersten Training, Moss erreichte die erste Startreihe auf Position drei, Teamkollege Brooks qualifizierte sich dahinter auf Platz vier, neben Ferrari-Pilot Hawthorn, der allerdings noch mit dem Vorjahreswagen fuhr.
Für die dritte Startreihe qualifizierten sich Menditéguy vor Schell und Graf Berghe von Trips, der zum ersten Mal an einem Training teilnahm. In seinen beiden vorherigen Rennen übernahm er jeweils nur im Rennen den Wagen eines Teamkollegen. Die Top 10 wurde von Debütant Gregory komplettiert, dies war die beste Position eines Fahrers mit privaten Wagen.
Aus Sicherheitsgründen waren zum Rennen lediglich 16 Wagen zugelassen, wodurch sich fünf Fahrer nicht qualifizierten. Der B.R.M.-Fahrer Salvadori qualifizierte sich nicht für das Rennen, währenddessen sein Teamkollege Flockhart Platz elf der Startaufstellung erzielte. Bei Connaught erreichten beide Fahrer in ihrem jeweils ersten Formel-1-Rennen die Qualifikation, bei Cooper schaffte es nur Brabham auf Startplatz 15. Die weiteren Fahrer, deren Zeit nicht reichte, um an Rennen teilzunehmen, waren somit der Maserati-Werksfahrer Herrmann, Simon und Piotti mit privaten Maserati, sowie Leston im Cooper.

### Rennen
Moss gelang der beste Start aus der ersten Startreihe und bereits nach der ersten Kurve überholte er Collins und Fangio und führte im Vanwall das Rennen an. In Runde zwei überholte Collins Fangio und lag direkt hinter Moss, was ihm allerdings zum Verhängnis wurde. Moss verlor in Runde vier nach der Tunnelausfahrt die Kontrolle über seinen Wagen und kollidierte mit der Streckenbegrenzung, die sich daraufhin auf der Strecke verteilte. Der nachfolgende Collins versuchte den Trümmern von Moss Wagen und der zerstörten Streckenbegrenzung auszuweichen und kollidierte dabei mit der Mauer auf der anderen Seite der Strecke. Fangio und Brooks erreichten die Unfallstelle und bremsten stark ab, um langsam durch die Schikane zu fahren. Hawthorn sah die langsamen Fahrzeuge und die Unfallstelle vor sich zu spät und fuhr Brooks ins Heck. Brooks Vanwall wurde bei diesem Folgecrash beschädigt, er war aber in der Lage, das Rennen fortzusetzen. Für Hawthorn, der ein Rad verlor, sowie Moss und Collins war das Rennen jedoch vorzeitig beendet, alle drei Topfahrer schieden bei diesem Unfall aus. Fangio übernahm anschließend die Führung über das Rennen vor Brooks.
Nachdem die Strecke gereinigt war und wieder mit voller Geschwindigkeit gefahren werden durfte, lag Brooks fünf Sekunden hinter Fangio und war nicht in der Lage, mit seinem beschädigten Wagen diesen Vorsprung effektiv zu verringern. Graf Berghe von Trips lag zu diesem Zeitpunkt des Rennens auf Position drei und duellierte sich mit den beiden Maserati-Fahrern Menditéguy und Schell. Er ging aus diesem Duell als Sieger hervor, nachdem Menditéguy einen frühen Reifenwechsel durchführen musste, nachdem er zu hart über einen Curb gefahren war. Schell, der eine Position auf Platz vier vorrückte fiel in Runde 22 mit Aufhängungsschaden aus.
Brabham arbeitete sich in der Zwischenzeit mit seinem Cooper mehrere Positionen nach vorn und rückte durch Schells Ausfall auf Platz vier vor. Die Aussicht auf eine erste Punkteplatzierung für das Team war gegeben, denn Trintignant, der hinter Brabham lag, fiel mit technischen Problemen weiter zurück.
In den folgenden Runden fuhren Fangio und Brooks an der Spitze ein ungefährdetes Rennen, währenddessen dahinter Menditeguy mehrere Positionen wiedergutmachte. Er überholte Trintignant und Brabham und erbte Platz drei, nachdem Hawthorn den Wagen von Graf Berghe von Trips übernahm. Hawthorn gab den Wagen anschließend nach nur drei Runden wieder zurück.
In Runde 46 schied Bueb mit einem defekten Kraftstofftank aus, in Runde 50 drehte sich Menditeguy von der Strecke und in Runde 59 erlitt Flockhart einen Motorschaden. Für B.R.M. war somit das Rennen beendet und Graf Berghe von Trips lag wieder auf Podiumskurs auf Position drei. Harry Schell der zwischenzeitlich den Wagen von Scarlatti übernommen hatte, fiel in Runde 64 mit einem Ölleck aus, wodurch insgesamt nur sieben Fahrer noch im Rennen waren. Zehn Runden vor Schluss erlitt der Ferrari von Graf Berghe von Trips dann einen Motorschaden, der dazu führte, dass er mit einer Mauer kollidierte. Er wurde jedoch noch für das Klassement gewertet. Brabham erbte somit Position drei, die erste Podiumsplatzierung für Cooper wurde jedoch durch eine defekte Benzinpumpe an seinem Wagen verhindert. Er blieb wenige Meter vor der Ziellinie stehen und schob seinen Wagen den Rest der Strecke ins Ziel. Durch diese Aktion, die 1957 noch regelkonform war erreichte Brabham Position sechs. Dies war keine Punkteplatzierung, dafür aber die erste Zielankunft eines Coopers.
Fangio fuhr einen ungefährdeten und dominanten Sieg ein. Es war der dritte Maserati-Sieg in Folge und Fangio gewann nach dem Saisonauftakt auch das zweite Rennen der Formel-1-Saison 1957. Sowohl für Fangio als auch Maserati war dies der letzte Sieg beim Großen Preis von Monaco. Mit 25 Sekunden Abstand auf Fangio erreichte Brooks im beschädigten Vanwall als Zweiter das Ziel. Für ihn und sein Team war es die erste Podiumsplatzierung in der Formel 1. Gleiches gelang auch Gregory für die Scuderia Centro Sud. Für das Team war es das beste Einzelergebnis ihrer Geschichte, für Gregory die erste Podestplatzierung bei seinem Debütrennen. Außerdem war Gregory der erste Fahrer aus den USA, der abseits der Indianapolis 500 es aufs Podest schaffte. Ein weiterer Debütant, Lewis-Evans erreichte im Connaught Platz vier, Trintignant im Ferrari komplettierte die Punkteränge.
In der Fahrerwertung baute Fangio seine Führung durch die Nichtteilnahme von Jean Behra am Grand Prix auf elf Punkte aus, Brooks lag nach zwei von acht Rennen zusammen mit Behra auf Platz zwei mit jeweils sechs Punkten. Auf Platz vier und fünf waren Menditéguy und Gregory mit jeweils vier Punkten.

## Meldeliste
| Team                      | Nr. | Fahrer                         | Chassis                 | Motor                            | Reifen |
| ------------------------- | --- | ------------------------------ | ----------------------- | -------------------------------- | ------ |
| Scuderia Centro Sud       | 02  | Masten Gregory                 | Maserati 250F           | Maserati 2.5 L6                  | P      |
| Scuderia Centro Sud       | 04  | André Simon                    | Maserati 250F           | Maserati 2.5 L6                  | P      |
| Owen Racing Organisation  | 06  | Ron Flockhart                  | BRM P25                 | BRM 2.5 L4                       | D      |
| Owen Racing Organisation  | 08  | Roy Salvadori                  | BRM P25                 | BRM 2.5 L4                       | D      |
| Connaught                 | 10  | Stuart Lewis-Evans             | Connaught Type B        | Alta 2.5 L4                      | D      |
| Connaught                 | 12  | Ivor Bueb                      | Connaught Type B        | Alta 2.5 L4                      | D      |
| Cooper Car Cooperation    | 14  | Jack Brabham                   | Cooper T43              | Climax 2.0 L4                    | D      |
| Cooper Car Cooperation    | 16  | Les Leston                     | Cooper T43              | Climax 2.0 L4                    | D      |
| Vandervell Products Ltd   | 18  | Stirling Moss                  | Vanwall VW57            | Vanwall 2.5 L4                   | P      |
| Vandervell Products Ltd   | 20  | Tony Brooks                    | Vanwall VW57            | Vanwall 2.5 L4                   | P      |
| HH Gould                  | 22  | Horace Gould                   | Maserati 250F           | Maserati 2.5 L6                  | D      |
| Scuderia Ferrari          | 24  | Wolfgang Graf Berghe von Trips | Ferrari 801             | Ferrari 2.5 V8                   | E      |
| Scuderia Ferrari          | 24  | Mike Hawthorn                  | Ferrari 801             | Ferrari 2.5 V8                   | E      |
| Scuderia Ferrari          | 26  | Peter Collins                  | Ferrari D50 Ferrari 801 | Ferrari 2.5 V8                   | E      |
| Scuderia Ferrari          | 28  | Mike Hawthorn                  | Ferrari D50A            | Ferrari 2.5 V8                   | E      |
| Scuderia Ferrari          | 30  | Maurice Trintignant            | Ferrari 801             | Ferrari 2.5 V8                   | E      |
| Officine Alfieri Maserati | 32  | Juan Manuel Fangio             | Maserati 250F           | Maserati 2.5 L6 Maserati 2.5 V12 | P      |
| Officine Alfieri Maserati | 34  | Giorgio Scarlatti              | Maserati 250F           | Maserati 2.5 L6                  | P      |
| Officine Alfieri Maserati | 34  | Harry Schell                   | Maserati 250F           | Maserati 2.5 L6                  | P      |
| Officine Alfieri Maserati | 36  | Carlos Menditéguy              | Maserati 250F           | Maserati 2.5 L6                  | P      |
| Officine Alfieri Maserati | 38  | Harry Schell                   | Maserati 250F           | Maserati 2.5 L6                  | P      |
| Officine Alfieri Maserati | 40  | Hans Herrmann                  | Maserati 250F           | Maserati 2.5 L6                  | P      |
| Luigi Piotti              | 42  | Luigi Piotti                   | Maserati 250F           | Maserati 2.5 L6                  | P      |

Anmerkungen
1. 1 2  Graf Berghe von Trips fuhr den Wagen 92 Runden, Hawthorn 3 Runden.
2. 1 2  Scarlatti fuhr den Wagen 42 Runden, Schell 22 Runden.

## Klassifikationen

### Qualifying
| Pos. | Fahrer                         | Konstrukteur   | Zeit   | Start |
| ---- | ------------------------------ | -------------- | ------ | ----- |
| 01   | Juan Manuel Fangio             | Maserati       | 1:42,7 | 01    |
| 02   | Peter Collins                  | Ferrari        | 1:43,3 | 02    |
| 03   | Stirling Moss                  | Vanwall        | 1:43,6 | 03    |
| 04   | Tony Brooks                    | Vanwall        | 1:44,4 | 04    |
| 05   | Mike Hawthorn                  | Ferrari        | 1:44,6 | 05    |
| 06   | Maurice Trintignant            | Ferrari        | 1:46,7 | 06    |
| 07   | Carlos Menditéguy              | Maserati       | 1:46,7 | 07    |
| 08   | Harry Schell                   | Maserati       | 1:47,3 | 08    |
| 09   | Wolfgang Graf Berghe von Trips | Ferrari        | 1:47,9 | 09    |
| 10   | Masten Gregory                 | Maserati       | 1:48,4 | 10    |
| 11   | Ron Flockhart                  | B.R.M.         | 1:48,6 | 11    |
| 12   | Horace Gould                   | Maserati       | 1:48,7 | 12    |
| 13   | Stuart Lewis-Evans             | Connaught-Alta | 1:49,1 | 13    |
| 14   | Giorgio Scarlatti              | Maserati       | 1:49,2 | 14    |
| 15   | Jack Brabham                   | Cooper-Climax  | 1:49,3 | 15    |
| 16   | Ivor Bueb                      | Connaught-Alta | 1:49,4 | 16    |
| DNQ  | Roy Salvadori                  | B.R.M.         | 1:49,6 | –     |
| DNQ  | Hans Herrmann                  | Maserati       | 1:49,9 | –     |
| DNQ  | André Simon                    | Maserati       | 1:51,7 | –     |
| DNQ  | Luigi Piotti                   | Maserati       | 1:54,3 | –     |
| DNQ  | Les Leston                     | Cooper-Climax  | 1:58,9 | –     |

### Rennen
| Pos. | Fahrer                                       | Konstrukteur   | Runden | Stopps | Zeit       | Start | Schnellste Runde |
| ---- | -------------------------------------------- | -------------- | ------ | ------ | ---------- | ----- | ---------------- |
| 01   | Juan Manuel Fangio                           | Maserati       | 105    |        | 3:10:12,8  | 01    | 1:45,6           |
| 02   | Tony Brooks                                  | Vanwall        | 105    |        | + 25,2     | 04    |                  |
| 03   | Masten Gregory                               | Maserati       | 103    |        | + 2 Runden | 10    |                  |
| 04   | Stuart Lewis-Evans                           | Connaught-Alta | 102    |        | + 3 Runden | 13    |                  |
| 05   | Maurice Trintignant                          | Ferrari        | 100    |        | + 5 Runden | 06    |                  |
| 06   | Jack Brabham                                 | Cooper-Climax  | 100    |        | + 5 Runden | 15    |                  |
| –    | Wolfgang Graf Berghe von Trips Mike Hawthorn | Ferrari        | 95     |        | DNF        | 09    |                  |
| –    | Giorgio Scarlatti Harry Schell               | Maserati       | 64     |        | DNF        | 14    |                  |
| –    | Ron Flockhart                                | B.R.M.         | 60     |        | DNF        | 11    |                  |
| –    | Carlos Menditéguy                            | Maserati       | 51     |        | DNF        | 07    |                  |
| –    | Ivor Bueb                                    | Connaught-Alta | 47     |        | DNF        | 16    |                  |
| –    | Harry Schell                                 | Maserati       | 23     |        | DNF        | 08    |                  |
| –    | Horace Gould                                 | Maserati       | 10     |        | DNF        | 12    |                  |
| –    | Stirling Moss                                | Vanwall        | 4      |        | DNF        | 03    |                  |
| –    | Peter Collins                                | Ferrari        | 4      |        | DNF        | 02    |                  |
| –    | Mike Hawthorn                                | Ferrari        | 4      |        | DNF        | 05    |                  |

## WM-Stand nach dem Rennen
Die ersten fünf des Rennens bekamen 8, 6, 4, 3, 2 Punkte. Der Fahrer mit der schnellsten Rennrunde erhielt zusätzlich 1 Punkt. Es zählten nur die fünf besten Ergebnisse aus acht Rennen.

### Fahrerwertung
| Pos. | Fahrer                | Konstrukteur | Punkte |
| ---- | --------------------- | ------------ | ------ |
| 01   | Juan Manuel Fangio    | Maserati     | 17     |
| 02   | Jean Behra            | Maserati     | 6      |
| 03   | Tony Brooks           | Vanwall      | 6      |
| 04   | Carlos Menditéguy     | Maserati     | 4      |
| 05   | Masten Gregory        | Maserati     | 4      |
| 06   | Harry Schell          | Maserati     | 3      |
| 07   | Stuart Lewis-Evans    | Connaught    | 3      |
| 08   | Maurice Trintignant   | Ferrari      | 2      |
| 09   | José Froilán González | Ferrari      | 1      |
| 10   | Stirling Moss         | Maserati     | 1      |
| 11   | Alfonso de Portago    | Ferrari      | 1      |
| 12   | Jack Brabham          | Cooper       | 0      |
| 13   | Cesare Perdisa        | Ferrari      | 0      |

| Pos. | Fahrer                         | Konstrukteur | Punkte |
| ---- | ------------------------------ | ------------ | ------ |
| 14   | Peter Collins                  | Ferrari      | 0      |
| 15   | Wolfgang Graf Berghe von Trips | Ferrari      | 0      |
| 16   | Joakim Bonnier                 | Maserati     | 0      |
| 17   | Alejandro de Tomaso            | Ferrari      | 0      |
| 18   | Luigi Piotti                   | Maserati     | 0      |
| –    | Eugenio Castellotti            | Ferrari      | 0      |
| –    | Mike Hawthorn                  | Ferrari      | 0      |
| –    | Luigi Musso                    | Ferrari      | 0      |
| –    | Giorgio Scarlatti              | Maserati     | 0      |
| –    | Ron Flockhart                  | B.R.M.       | 0      |
| –    | Ivor Bueb                      | Connaught    | 0      |
| –    | Horace Gould                   | Maserati     | 0      |